# Weinstraße 14 (Deidesheim)
Das Gebäude Weinstraße 14 ist ein ehemaliger Winzerhof in der pfälzischen Landstadt Deidesheim. Es ist nach dem Denkmalschutzgesetz des Landes Rheinland-Pfalz als Kultur- und Einzeldenkmal ausgewiesen.

## Lage
Das Anwesen liegt auf der Westseite der Weinstraße, unmittelbar nördlich des als Denkmalzone eingestuften historischen Stadtkerns. Straßenbildprägend ist das Nachbargebäude des Weinguts Reichsrat von Buhl (Weinstraße 16 und 18). Es ist durch die „Stadtmauergasse“ von der Nummer 14 getrennt.

## Geschichte
Die Stadtmauer der Deidesheimer Stadtbefestigung wurde nach 1818 in großen Teilen niedergelegt. Das hier nach Norden führende „Wormser Tor“ wurde 1820 abgerissen. Vier Jahre später wurde das Gebäude mit der späteren Nummer 14 westlich anschließend errichtet. Das ehemalige Weingut dient heute als Wohngebäude.

## Beschreibung
Das Hauptgebäude ist ein zweistöckiger, traufständiger Putzbau mit sieben Fensterachsen. Die Fenster sind mit Sandstein gerahmt, sie zeigen heute noch ihre Teilung und haben Fensterläden. Der Sandsteinsockel des Hauses wurde erneuert. Die Schmalseite des Hauses zur Stadtmauergasse zeigt drei Fensterachsen. Das Krüppelwalmdach ist als drittes Geschoss ausgebaut und trägt an der Straßenseite fünf Dachgauben. Es ist mit Biberschwanzziegeln eingedeckt. Der Nebentrakt an der Gasse ist ebenfalls zweistöckig und traufständig. Er zeigt vier Fensterachsen im Obergeschoss. Seine Torfahrt ist mit der Jahreszahl „1824“ bezeichnet. Die Radabweiser sind ausgeprägt.
Stilistisch ist es ein Gebäude der Nachbarockzeit, klassizistische Stilelemente sind schwach ausgeprägt.